# Kaédi
Kaédi (Arabisch: كيهيدي) is een stad in Zuid-Mauritanië en is de grootste stad en de hoofdplaats van de regio Gorgol. De stad ligt in de regio Chemama aan de noordoever van de rivier de Sénégal, op de plek waar de Gorgol instroomt, op ongeveer 435 kilometer van de hoofdstad Nouakchott. Kaédi telde 34.227 inwoners bij de volkstelling van 2000 tegen 30.515 in 1988 en 20.356 in 1977.
Kaédi ligt in een van de weinige landbouwgebieden van het land en heeft een van de meest etnisch diverse bevolkingen van het land met vooral "Witte Moren" (البيضان), "Zwarte Moren" (السودان) en Pulaar en telt ook een aantal Soninke-gemeenschappen.
Het vormt met name een marktstad, landbouwcentrum en medisch centrum. De lokale markt reflecteert de cultuur uit het aangrenzende Senegal.
De meeste gebouwen in de stad bestaan uit bruine gebouwen met platte daken, die vaak worden omringd door muren van klinkers ("dutch brick"). Het Regionaal ziekenhuis van Kaédi uit 1989 bevat bijenkorfvormige koepels en werd ontwikkeld door ADAUA (Association pour le Développement d'une Architecture et d'un Urbanisme Africains), dat zich richt op het ontwikkelen van inheems-Afrikaanse stedelijke architectuur met gebruik van lokale materialen en technieken.
Net als veel andere steden langs de Sénégalrivier werd ook Kaédi zwaar getroffen door de Mauritanisch-Senegalese Grensoorlog (1989), een klap waarvan het nog altijd niet is hersteld.
In 2008 werd een contract getekend met Chinese ondernemers voor de bouw van een spoorlijn van Kaédi naar de hoofdstad voor het transport van fosfaat. 